# Karangmulyo (Pegandon)
Karangmulyo is een bestuurslaag in het regentschap Kendal van de provincie Midden-Java, Indonesië. Karangmulyo telt 2436 inwoners (volkstelling 2010).